# Vivre ! (film, 1994)
Pour les articles homonymes, voir Vivre.
Pour plus de détails, voir Fiche technique et Distribution.
Vivre ! (chinois : 活着 ; pinyin : Huózhe) est un film du réalisateur chinois Zhang Yimou sorti en 1994. Le film est adapté du livre du même nom de Yu Hua.

## Synopsis
Le film retrace la vie de Xu Fugui, un chef de famille, tout au long du XXe siècle, à travers les différents événements qu'a connus la Chine : la création de la république de Chine, la guerre civile qui précède la république populaire de Chine, le Grand Bond en avant, la révolution culturelle… À travers l'épopée d'une famille ordinaire et de Fugui, c'est l'histoire de la Chine profonde des années 1900 aux années 1970 qui se dessine.

## Commentaire
Ce film est l'un des plus connus de Zhang Yimou. Il contient certaines scènes burlesques à propos du Grand Bond en avant, et des scènes représentant des purges de cadres du Parti et d'intellectuels durant la révolution culturelle.
Ge You, qui incarne le héros de l'histoire d'un bout à l'autre de sa vie, incarne ce personnage fragile avec une grande autorité. Pour cela, il a reçu le prix d'interprétation à Cannes en 1994.
Le film montre le contexte politique du continent chinois à travers un traitement ironique du contexte social tragique, du mouvement du Grand Bond en avant et d'une satire de certaines périodes de la République populaire.

## Fiche technique
- Titre : Vivre !
- Titre original : 活着, Huózhe
- Réalisation : Zhang Yimou
- Scénario : Yu Hua et Wei Lu, d'après l'œuvre de Yu Hua
- Production : Chiu Fu-Sheng, Christophe Tseng et Kow Fu-Hong
- Éditeur : Studio de cinéma de Shanghai (上海电影制片厂)
- Photographie : Lu Yue
- Montage : Du Yuan
- Décors : Cao Jiuping
- Costumes : Dong Huamiao
- Musique : Zhao Jiping
- Pays de production : Chine, Hong Kong
- Genre : drame
- Budget : 2 332 728 USD
- Langue : mandarin
- Format : 35mm (1,85:1) − Dolby
- Durée : 129 minutes
- Date de sortie : 
  - France : 18 mai 1994
- Date de reprise : 11 août 2021 (France), en version numérique restaurée[1]

## Distribution
- Ge You (VF : Luq Hamet) : Xu Fugui
- Gong Li (VF : Brigitte Berges) : Xu Jiazhen
- Niu Ben (VF : Jean-Pierre Leroux) : le chef du village
- Deng Fei: Xu Youqing
- Guo Tao : Chunsheng
- Jiang Wu (VF : Daniel Lafourcade) : Wan Erxi
- Ni Dahong (VF : Gilbert Lévy) : Long'er
- Tianchi Liu : Xu Fengxia adulte
- Cong Xiao
- Lu Zhang
- Su Yan
- Loic Baugin, Patrick Laplace, Barbara Delsol, Pierre Tessier, Yves Barsacq, Hélène Chanson et Dimitri Rougeul : Voix additionnelles

## Récompenses
- Grand Prix au festival de Cannes en 1994
- Prix d'interprétation masculine au festival de Cannes à Ge You dans Vivre ! en 1994
- Golden Globe Award 1994 : meilleur film de langue étrangère
- Festival de Cannes 1994
  - Grand prix du jury
  - Prix de l'humanité
  - Meilleur acteur (Ge You)
- British Academy Film Awards (BAFTA) 1995 : meilleur film non-anglais